# Ripple Rock
Der Ripple Rock ist ein Unterwasser-Berg in der Discovery Passage, dort dem Abschnitt der Seymour Narrows, zwischen Vancouver Island und der dem kanadischen Festland vorgelagerten Quadra Islands mit zwei Bergspitzen. Ursprünglich war eine der beiden Bergspitzen nur etwas weniger als drei Meter (neun Fuß) unter der Wasseroberfläche.
Nach langen Diskussionen und ersten Versuchen seit dem Jahr 1943, wurde ab 1955 in 27 Monaten Bauzeit ein Tunnel unter dem Meeresboden bis zu den Bergspitzen getrieben. Mit 1.375 Tonnen des Sprengstoffs Nitramex wurde am 5. April 1958 um 9:31 Uhr die Engstelle gesprengt. Die Sprengung wurde über Fernsehen ausgestrahlt. Es war die erste Live-Fernsehsendung, die in ganz Kanada zu sehen war. Dies war eine der größten konventionellen Sprengungen in der Geschichte, bei der 370.000 t Gestein und 320.000 t Wasser bewegt wurden.
Heute befinden sich die beiden Bergspitzen 13,7 m (45 ft) bzw. 15,2 m (50 ft) unter der Oberfläche und stellen keine Gefahr mehr für die Schifffahrt dar. Bis zur Sprengung sanken an dieser Gefahrenstelle 119 Boote und Schiffe, dabei kamen 114 Menschen ums Leben.